# Andrzej Perka
Andrzej Mieczysław Perka  (nacido el 16 de febrero de 1941 en Varsovia, Polonia) es un exjugador polaco de baloncesto. Consiguió la medalla de bronce en el Eurobasket 1965 de la Unión Soviética con Polonia.